# XRCD
XRCD（即 eXtended Resolution Compact Disc，延伸解析CD之簡寫）是一種 CD 的特殊刻板和製造程序，是 JVC 用來生產高音質紅皮書 CD 的專利技術。首次出現於 1995年。

## 技術性概觀
XRCD 標準只定義了 CD 的刻板和製造過程，製造出來的成品 CD 是完全符合紅皮書規格的，也就是說都是 16-bit、44.1 kHz 取樣。這代表 XRCD 亦完全相容於一般的 CD 播放器。不同之處在於，從原本的類比或數位來源錄音轉印至CD上時，JVC 使用了進階的 抖動 (數位訊號處理) 演算法，稱作 K2 技術。
XRCD 的價格約是一般 CD 的兩倍到三倍，JVC 把此歸因於高品質刻板和製造的高成本。JVC 聲稱，次等的 CD 刻板技術會讓母帶的聲音降級，他們則努力使用最新的科技來彌補這個損失。

## 刻板過程
如果聲音來源是類比的，首先將使用 JVC 的專利 K2 20 位元或 24 位元 ADC 將訊號轉換成數位資料，然後這些數位資料會被燒錄在 MO 碟片上供運輸。
碟片然後送到 JVC 位於橫濱的工廠，此處運用了許多減少 jitter 的技術。首先數位資料將透過 K2 "super-coding" 運算，轉換成標準的 16-bit 音訊，最後套用 EFM 編碼。在刻板時，使用高精度的 DVD K2 雷射加上所謂的 "Extended Pit Cut" 技術，優化刻製玻璃母帶時的「線性速度」（使用極端精確的銣時鐘來控制，讓每個坑洞的長度足夠精確，來消滅 jitter 失真）。然後玻璃母帶直接用於壓制 CD（一般要再壓一道金屬母帶）。
XRCD2 和 XRCD24 是原始 XRCD 製造過程的加強版。XRCD2 改用 MO 碟片來儲存 K2 數字轉換器的輸出資料；XRCD24 則把類比至數位的取樣深度提高至 24 位元。

## 外部連結
- XRCD.com